# Kościół poewangelicki w Kątach Wrocławskich
Kościół poewangelicki – dawna świątynia protestancka znajdująca się w mieście Kąty Wrocławskie, w powiecie wrocławskim, w województwie dolnośląskim. Stoi przy Rynku.
Jest to budowla wzniesiona w latach 1834–1836 według projektu niemieckiego architekta Karla Friedricha Schinkla, natomiast budowniczym był G. A. Frey. Budowla jest skromna, murowana, wybudowana z cegły, na planie prostokąta, posiada bardzo ubogą dekorację architektoniczną.
Po 1945 roku ze świątyni została usunięta część wewnętrznego wyposażenia, zostały zdemontowane: tablica fundacyjna, krzyże i żeliwne reliefy. Przez pewien czas kościół był opuszczony, następnie działało w nim do 1964 roku kino pod nazwą „Radość”. Po jego przeniesieniu do współczesnego Gminnego Ośrodka Kultury i Sportu świątynia była zamknięta. W 1971 roku kościół został przejęty przez Gminną Spółdzielnię i wówczas go zmodernizowano. Zostały zdemontowane: empora i reszta konstrukcji ołtarza, od strony wschodniej zostały przedłużone okna, wnętrze zostało przedzielone stropem, natomiast całość została przystosowana do spełniania roli obiektu handlowego.
Od 2019 roku na piętrze kościoła mieści się Regionalna Izba Pamięci, a na parterze biblioteka. 